# 아이치현 문화 정보 센터

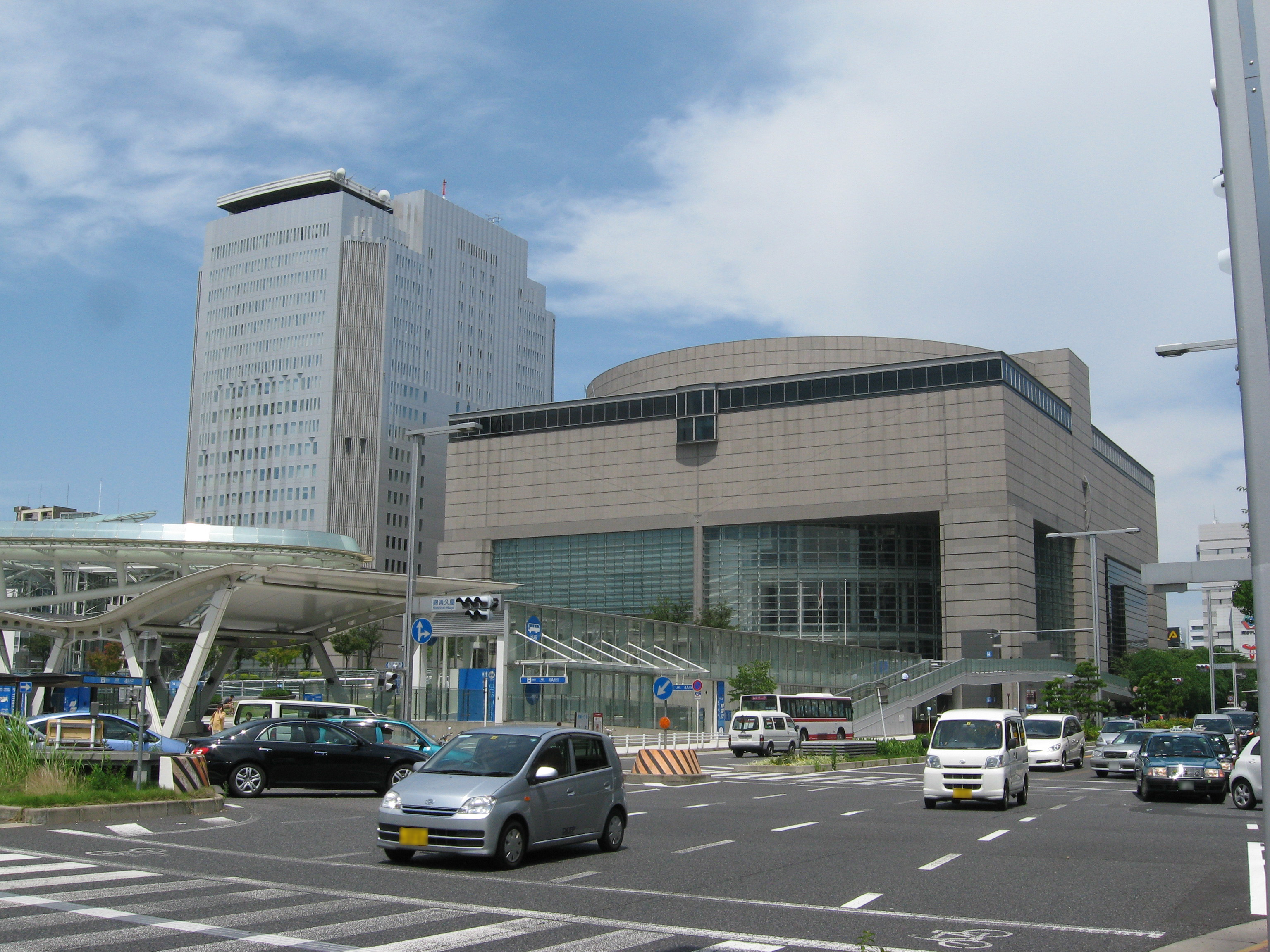
아이치 현 문화 정보 센터

아이치 현 문화 정보 센터(일본어: 愛知県文化情報センター 아이치켄분카죠호센타[*], Aichi Prefectural Arts Promotion Service)는 일본, 아이치현, 나고야시 히가시구에 아이치 예술 문화 센터에 있는 시설의 하나이다.